# Lotte Ulbricht

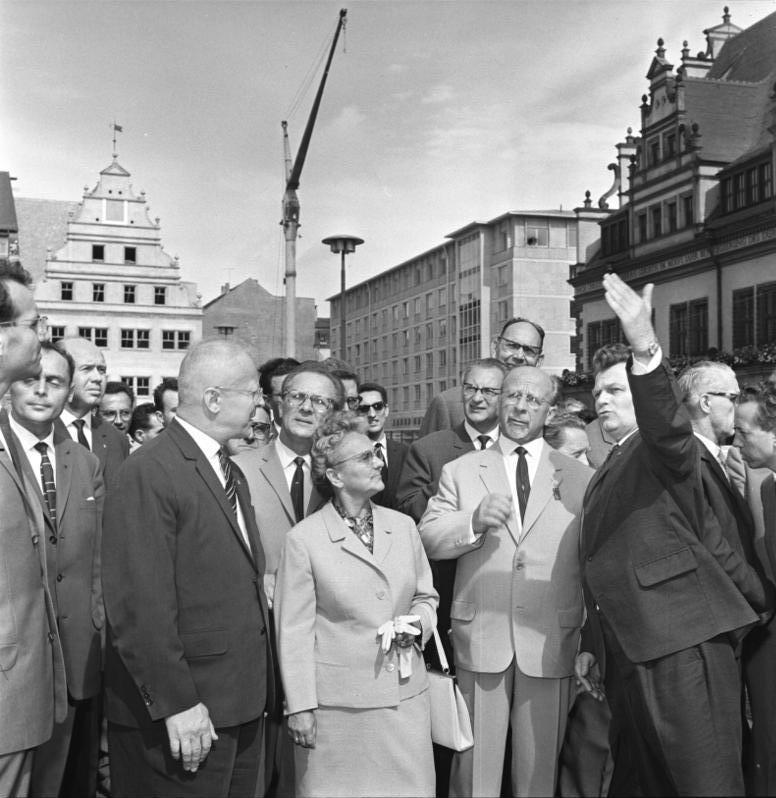
Lotte und Walter Ulbricht in Leipzig (1964)

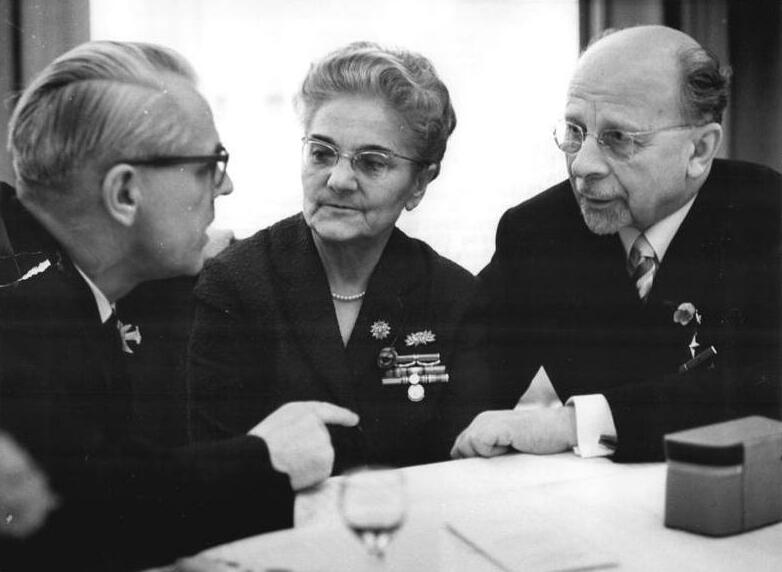
Willi Stoph im Gespräch mit Lotte Ulbricht und Walter Ulbricht (1967)

Charlotte „Lotte“ Ulbricht (* 19. April 1903 in Rixdorf als Charlotte Kühn; † 27. März 2002 in Berlin) war eine SED-Funktionärin und die zweite Ehefrau des DDR-Staatsratsvorsitzenden Walter Ulbricht.

## Leben
Charlotte Kühn war die Tochter eines Hilfsarbeiters und einer Heimarbeiterin. Nach dem Besuch der Volks- und Mittelschule war sie als Büroangestellte und Stenotypistin beschäftigt. 1919 trat sie der Freien Sozialistischen Jugend, 1921 der KPD bei. Sie arbeitete als Stenotypistin beim Zentralkomitee der KPD, dann 1922/1923 bei der Kommunistischen Jugendinternationalen (KJI) in Moskau. In ihrem Buch Mein Leben schilderte sie, welch „ungeheuren Eindruck“ es auf sie hinterlassen hatte, dort im Jahre 1922 auf einem Empfang Lenin vorgestellt worden zu sein. Mitte der 1920er Jahre gehörte sie formell der Kommunistischen Allunions-Partei (Bolschewiki) an. Von 1924 bis 1926 war sie für die KPD-Reichstagsfraktion tätig. Danach wurde sie Mitglied des Zentralkomitees des KJVD, 1926/1927 Archivarin bei der KJI und dann bis 1931 Sekretärin und Stenotypistin bei der Handelsvertretung der Sowjetunion in Berlin.
1931 emigrierte sie mit ihrem ersten Ehemann Erich Wendt nach Moskau. Sie war Referentin bei der Kommunistischen Internationalen und absolvierte 1932/33 ein Fernstudium an der Akademie für Marxismus-Leninismus. Ein 1933 begonnenes Abendstudium an der Kommunistischen Universität der nationalen Minderheiten des Westens in Moskau brach sie 1935 ab. Nach der Verhaftung ihres Ehemannes 1937 im Rahmen des Großen Terrors wurde auch sie einer Untersuchung unterzogen und erhielt 1938 eine Parteirüge. Mit Walter Ulbricht lebte sie seit dessen Erscheinen in Moskau 1938 zusammen. Sie arbeitete von 1939 bis 1941 als Setzerin in einer Druckerei für ausländische Literatur, danach bis 1943 wieder für die Kommunistische Internationale.
Nach ihrer Rückkehr nach Deutschland leitete sie 1945 die Allgemeine Abteilung des ZK der KPD. 1946 adoptierte Walter Ulbricht ein Mädchen namens Maria Pestunowa aus einem Leipziger Waisenhaus, nachdem die Partnerschaft mit Lotte Wendt kinderlos geblieben war. Die angenommene Tochter, die den Namen Beate erhielt, war das in Leipzig am 6. Mai 1944 geborene Kind einer ukrainischen Zwangsarbeiterin, die bei einem Luftangriff auf Leipzig ums Leben gekommen war. Im Dezember 1991 fand man die Adoptivtochter erschlagen in ihrer Berliner Wohnung auf.
Nach 1947 wurde Lotte persönliche Mitarbeiterin von Walter Ulbricht. Im Anschluss an die Eheschließung im Mai 1953 begann sie ein Studium am Institut für Gesellschaftswissenschaften, das sie 1959 als Diplom-Gesellschaftswissenschaftlerin abschloss. Von 1959 bis 1973 war sie Mitarbeiterin am Institut für Marxismus-Leninismus beim ZK der SED, wo sie für die Redaktion der vom Institut herausgegebenen Reden und Schriften Walter Ulbrichts verantwortlich war. Daneben war sie Mitglied der Frauenkommission beim Sekretariat des Zentralkomitees und beim Politbüro des Zentralkomitees der SED. Ab Juli 1973 war sie im Ruhestand.
Lotte Ulbricht wurde von der Staats- und Parteiführung der DDR vielfach ausgezeichnet: Sie erhielt unter anderem 1959, 1963 und 1978 den Vaterländischen Verdienstorden, 1969 und 1983 den Karl-Marx-Orden und 1988 den Großen Stern der Völkerfreundschaft.
Nach der Wiedervereinigung lebte Lotte Ulbricht weiterhin in ihrem Haus in Berlin-Niederschönhausen, in das sie 1974 eingezogen war. Interviewanfragen erteilte sie stets Absagen. Sie starb im März 2002 kurz vor ihrem 99. Geburtstag. Nach ihrer Einäscherung im Krematorium Meißen wurde sie anonym in der Urnengemeinschaftsanlage auf dem Friedhof Weißensee beigesetzt.
Ihr älterer Bruder Bruno Kühn wurde im August 1943 als Funker für das NKWD in Amsterdam angepeilt, von der Gestapo festgenommen und 1944 in Brüssel erschossen.

## Auszeichnungen
Lotte Ulbricht wurde von der Staats- und Parteiführung der DDR vielfach ausgezeichnet. Sie erhielt unter anderem 
- 1959: Vaterländischer Verdienstorden (VVO) in Bronze
- 1963: VVO in Silber
- 1969: Karl-Marx-Orden
- 1978: VVO in Gold
- 1983: Karl-Marx-Orden
- 1985: Medaille „40. Jahrestag des Sieges im Großen Vaterländischen Krieg 1941–1945“[9]
- 1988: Großer Stern der Völkerfreundschaft

## Schriften
- Eine unvergessliche Reise. Verlag für die Frau, Leipzig 1965.
- Reden und Aufsätze. 1943–1967. Dietz Verlag, Berlin 1968.
- „Mein Leben“. Selbstzeugnisse, Briefe und Dokumente. Herausgegeben von Frank Schumann. Das Neue Berlin, Berlin 2003, ISBN 3-360-00992-4.